# تپه ایلخانی‌آباد ۲
تپه ایلخانی آباد ۲ مربوط به دوران پیش از تاریخ ایران باستان است و در شهرستان صحنه، روستای ایلخانی آباد واقع شده و این اثر در تاریخ ۷ مهر ۱۳۸۱ با شمارهٔ ثبت ۶۴۴۴ به‌عنوان یکی از آثار ملی ایران به ثبت رسیده است.